# José Manuel Castañón
José Manuel Castañón (n. 10 februarie 1920, Pola de Lena⁠(d), Asturia, Spania – d. 6 iunie 2001, Madrid, Spania) a fost un scriitor spaniol.

## Opere
- Moletu-Voleva (1956)
- Bezana Roja (1957)
- Andres Cuenta su Historia (1962)
- Encuentro con Venezuela (1962)
- Confesiones de un vivir absurdo (1959)
- Una Balandra encalla en Tierra firme (1958)
- Cuba hablo contigo (1989)
- Cuba sigo Hablando contigo (1993)
- Pasion por Vallejo (1963)
- Entre dos Orillas  (1975)
- Me Confieso Bolivarianamente (1982)
- Cuentos Vividos (1976)
- Diario de una Aventura (1991)
- En mi sentir revuelto (1992)
- Mi Padre y Ramon Gomez de la Serna (1975)